# Yunus (sura)

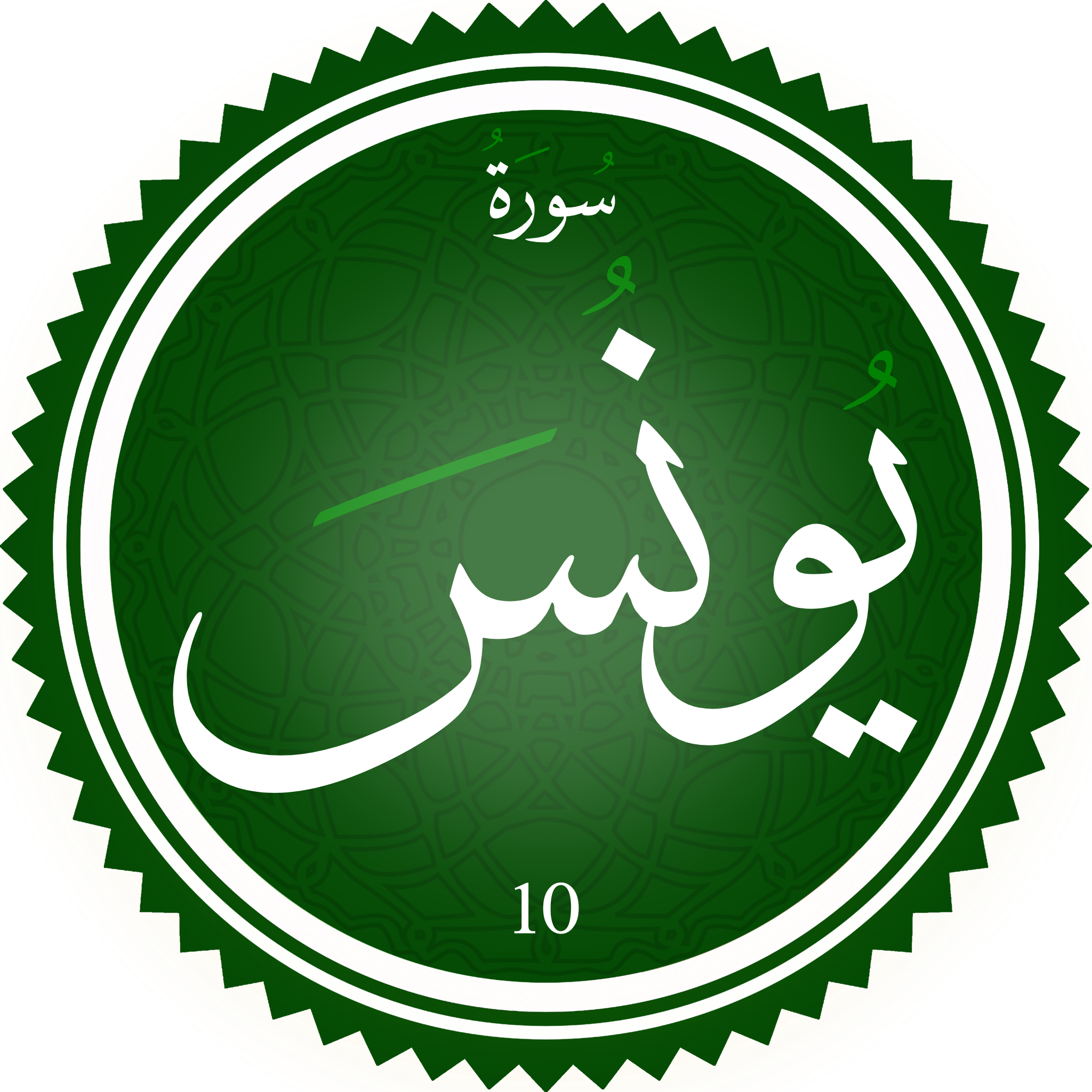
Sura Yunus.

Sura Yûnus (arabiska سورة يونس, Sūratu Yūnus) är den tionde suran (kapitlet) i Koranen med 109 verser. Det är en mekkansk sura.